# A Noite dos Generais
A Noite dos Generais (em inglês:  The Night of the Generals; em francês:  La Nuit des généraux) é um filme de guerra britano-francês de 1967, dirigido por Anatole Litvak.

## Sinopse
Durante a Segunda Guerra Mundial, uma prostituta é brutalmente assassinada em Varsóvia. O major Grau é encarregado do caso, e sua única pista é de que uma testemunha viu o assassino usando uniforme de general alemão. Três generais são interrogados, mas Grau abandona o caso por ser transferido devido a uma indicação de um desses suspeitos. No entanto, ele faz sua própria investigação, até que o destino os reúne em Paris, próximo ao dia D. Desta vez, Grau recebe ajuda do Inspetor Morand, um simpatizante da Resistência com quem faz um acordo.

## Elenco
- Peter O'Toole ... general Tanz
- Omar Sharif ... major Grau
- Tom Courtenay ... cabo Hartmann

Militares em frente ao letreiro do filme, no Rio de Janeiro, durante a ditadura civil-militar brasileira.

- Donald Pleasence ... general Kahlenberge
- Joanna Pettet ... Ulrike
- Philippe Noiret ... inspector Morand
- Charles Gray ... general von Seidlitz-Gabler
- Coral Browne ... Eleanore von Seidlitz-Gabler
- John Gregson ... coronel Sandauer
- Nigel Stock ... Otto
- Christopher Plummer ... marechal Rommel
- Juliette Gréco ... Juliette (como Juliette Greco)

## Prêmios
- David di Donatello: Melhor ator estrangeiro para Peter O'Toole